# Смолино (Суздальский район)
Смолино — деревня в Суздальском районе Владимирской области России, входит в состав Новоалександровского сельского поселения.

## География
Деревня расположена в 7 км на юго-запад от центра поселения села Новоалександрово и в 20 км на северо-запад от Владимира.

## История
В конце XIX — начале XX века деревня входила в состав Оликовской волости Владимирского уезда, с 1926 года — в составе Стародворской волости. В 1859 году в деревне числилось 9 дворов, в 1905 году — 20 дворов, в 1926 году — 29 хозяйств.
С 1929 года деревня входила в состав Фомицинского сельсовета Ставровского района, с 1932 года — в составе Собинского района, с 1945 года вновь в составе Ставровского района, с 1965 года — в составе Суздальского района, с 1966 года — в составе Клементьевского сельсовета, с 2005 года — в составе Новоалександровского сельского поселения.

## Население
| 1859 | 1905 | 1926 |
| ---- | ---- | ---- |
| 74   | 125  | 144  |

| 1859 | 1905 | 1926 | 2002 | 2010 | 2021 |
| ---- | ---- | ---- | ---- | ---- | ---- |
| 74   | ↗125 | ↗144 | ↘4   | ↘0   | ↗6   |